# Centrodora darwini
Centrodora darwini är en stekelart som först beskrevs av Girault 1913.  Centrodora darwini ingår i släktet Centrodora och familjen växtlussteklar. Inga underarter finns listade.